# Міддлбері (Нью-Йорк)
Міддлбері (англ. Middlebury) — місто (англ. town) в США, в окрузі Вайомінг штату Нью-Йорк. Населення — 1339 осіб (2020).

## Демографія
Згідно з переписом 2010 року, у місті мешкала 1441 особа в 573 домогосподарствах у складі 418 родин. Було 625 помешкань
Расовий склад населення:
| - 97,4 % — білих - 0,2 % — чорних або афроамериканців - 0,1 % — корінних американців - 0,1 % — азіатів |

До двох чи більше рас належало 1,5 %. Частка іспаномовних становила 1,1 % від усіх жителів.
За віковим діапазоном населення розподілялося таким чином: 22,4 % — особи молодші 18 років, 62,3 % — особи у віці 18—64 років, 15,3 % — особи у віці 65 років та старші. Медіана віку мешканця становила 43,0 року. На 100 осіб жіночої статі у місті припадало 105,6 чоловіків;  на 100 жінок у віці від 18 років та старших — 104,0 чоловіків також старших 18 років.
Середній дохід на одне домашнє господарство  становив 69 996 доларів США (медіана — 59 792), а середній дохід на одну сім'ю — 82 751 долар (медіана — 67 167). Медіана доходів становила 44 327 доларів для чоловіків та 38 036 доларів для жінок. За межею бідності перебувало 10,9 % осіб, у тому числі 14,2 % дітей у віці до 18 років та 10,4 % осіб у віці 65 років та старших.
Цивільне працевлаштоване населення становило 637 осіб. Основні галузі зайнятості: освіта, охорона здоров'я та соціальна допомога — 27,9 %, виробництво — 12,7 %, сільське господарство, лісництво, риболовля — 10,2 %, роздрібна торгівля — 9,7 %.